# Ran Yunfei

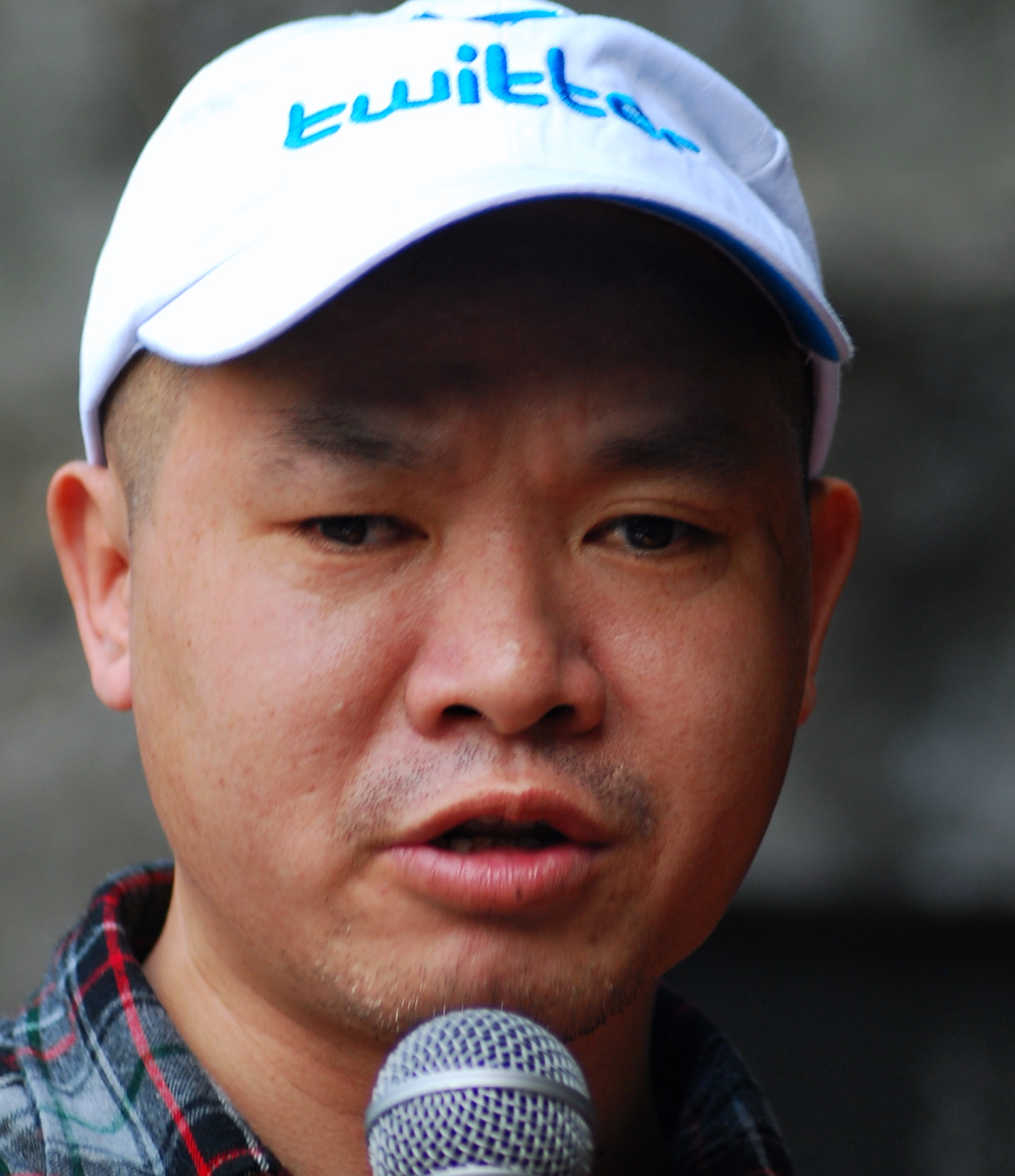
Ran Yunfei (2009)

Ran Yunfei (chinesisch 冉雲飛 / 冉云飞, Pinyin Rǎn Yúnfēi; * 13. April 1965 in Youyang, Chongqing) ist ein chinesischer Autor, Blogger, Bürgerrechtler und Unterzeichner der Charta 08. Er gehört der Minderheit der Tu an.

## Leben
Wegen seiner Beteiligung an den friedlichen Protesten in China wurde er am 20. Februar 2011 verhaftet. Am 10. August 2011 kam er wieder frei, steht aber in seinem Wohnort Chengdu unter Hausarrest.